# Helmer Hanssen
Helmer Hanssen (Bjørnskinn, 24 september 1870 – Tromsø, 2 augustus 1956) was een Noorse poolreiziger. Hij nam deel aan drie poolexpedities van Roald Amundsen, waaronder de befaamde reis naar de Zuidpool in 1911.